# サタデーナイトショー
『さんまのサタデーナイトショー』は、1981年10月3日から1984年3月31日までテレビ東京で毎週土曜深夜に放送されていたバラエティ番組。放送時間は毎週土曜日24:10-24:55(1981年10月3日-1983年3月26日)→同24:00-24:55(1983年4月2日-1984年3月31日)
明石家さんまの初の冠番組としてスタートした。

## 概要
局名が「東京12チャンネル」から「テレビ東京」に変更されたのに合わせて始まった深夜番組で、司会には東京進出2年目の明石家さんまが起用された。スタートのころは淡路恵子と司会を組んでいたが、途中で淡路が降板してからは、明石家さんまがメイン司会となり、さんまのキャラクターが最大限に発揮された。
さんまによると、深夜0時台の放送にもかかわらず最高視聴率は13%を超え、当時のテレビ東京全番組中で最高の視聴率を獲得した人気番組であったが、「局の最高視聴率番組がお色気番組というのは体裁が悪い」という当時の上層部の夫人の抗議があったことで局が打ち切りを決めたという。その後、さんま本人もたびたび「人気番組だったのにテレ東の上層部に潰された」「もしこれがTBSやフジだったら、逆にゴールデンに昇格させている」と語っており、このことが原因でテレビ東京製作番組への出演を控える傾向があった。
その後、1990年10月の小堺一機が司会を務めるコントバラエティ『今夜もイッキに大回転!!』へのゲスト出演のほか、2014年4月の『主治医が見つかる診療所』にラサール石井密着VTRの見切れで出演した件までテレビ東京の放送に登場することはなく、正式なゲスト出演は2018年7月放送の『出川哲朗の充電させてもらえませんか?』SPとなり、実に34年の月日を要した。テレビ東京のスタジオ収録での出演に至っては2024年8月放送予定の特別番組『さんまさん!ここで問題です～回答者・明石家さんまVSクイズさん～』まで、約40年間同局社屋には踏み入れなかった。

## 出演者

### 司会
- 明石家さんま[6]
- 淡路恵子 - 初代女性司会者[6]。
- 辺見マリ - 2代目女性司会者。
- 辺見降板後は、当時新人だった田中美佐子や中山貴美子（あびる優の実母）などの女性ゲストが週替わりで務めていた。

### コーナーレギュラー
- 美保純 - 当初はアシスタントだった。
- コント赤信号
- 土居壮（当時テレビ東京アナウンサー）

### アシスタント
- 青木琴美
- 可愛かずみ

### ナレーター
- 小倉智昭

## テーマ曲

### オープニングテーマ
- 「The Cheater」（マリーン）

### コーナーテーマ
- 夜の訪問者 - 「夜のストレンジャー」（フランク・シナトラ）
- お色気スター千一夜 - 「あまい囁き」（アラン・ドロン & ダリダ）

## コーナー
夜の訪問者
ゲストの若手お笑い芸人・グラビアアイドル・ポルノ女優らに、年代が違って予備知識の無い淡路がインタビューするコーナー。天然なのかボケなのかが分からない淡路のインタビュー内容と、それに対するさんまのツッコミが笑いを誘い、人気コーナーになった。
美保純のレポート
話題のお色気系スポットや一人暮らしの男性の部屋を美保が訪問するコーナー。
モモンガー由美に挑戦!
ロデオマシンに長く乗り続けていられるか、女性の挑戦者が女王という設定のモモンガー由美と対決。挑戦者側のセコンドはコント赤信号、実況は土居壮が担当。
お色気スター千一夜
にっかつロマンポルノの最新作の名場面を紹介。紹介後は、さんまと主演女優の対談が行われていた。コーナータイトルは、フジテレビで放送されていた『スター千一夜』をもじったもの。
SATURDAY NIGHT SHOWTIME
このコーナーにデビュー当時の浜田麻里がゲスト出演した。

## スタッフ
- 構成：前川宏司、寺崎要
- 音楽：服部克久
- ディレクター：小西敬太郎、不破敏之
- プロデューサー：大竹彰
- チーフプロデューサー：金子明雄
- 製作著作：テレビ東京

## ネット局
- テレビ東京（制作局）
- 東日本放送（1982年3月27日打ち切り）
- 近畿放送（同時ネット。のち打ち切り）
- テレビ和歌山
- びわ湖放送
- テレビ大阪（1982年3月7日放送開始。）
- 奈良テレビ（1981年10月17日放送開始。土曜23時45分からの時差ネット）
- 三重テレビ（土曜23時00分からの時差ネット。のちに土曜23時30分からの放送となる）
- 岐阜放送（土曜23時15分からの時差ネット。のちに土曜23時20分からの放送となる。）
- テレビ愛知（1983年9月3日放送開始）